# Newbie
Newbie, ou noob, também grafado como n00b, é uma palavra inglesa dirigida a um novato em jogos eletrônicos, gíria comum entre os militares norte-americanos designando um que acaba de chegar, ou alguém que assume um novo posto ou função.
O termo é amplamente utilizado na Internet — sobretudo em sua maioria em salas ou bate-papos de jogos on-line para múltiplos jogadores, ou ainda para identificar os que têm conhecimento básico em informática. Também é usado para designar uma pessoa sem experiência ou com menos experiência do que quem chama.
Geralmente é considerado como um insulto para uma pessoa sem conhecimento, que não sabe sua principal origem, embora em muitos casos pessoas de mais experiência usem com o propósitos de reforçar sua inexperiência em um campo ou área específico, em questão.
Por causa da internet e de seus usuários (por causa também do internetês) foram inventadas algumas variações da palavra newbie para facilitar na hora da digitação nas salas de jogos.
É muito visto em jogos on-line, onde jogadores insultam quem consideram estarem jogando mal.